# Quint-Oktav-Klang
Mit einem Quint-Oktav-Klang (auch terzloser Akkord oder instrumentenbezogen auch Quint-Oktav-Griff genannt) wird ein Akkord bezeichnet, der – im Gegensatz zu beispielsweise gewöhnlichen Dur- oder Moll-Akkorden – keine Terz aufweist und sich lediglich aus Grundton, Quinte sowie der Oktave als Außenintervall zusammensetzt. Aufgrund der fehlenden Terz lässt sich daher keinerlei Tongeschlecht zuordnen und der Klang wirkt im Gegensatz zu Dur- oder Moll-Akkorden (die häufig als „fröhlich“ bzw. „traurig“ klingend beschrieben werden) auf den Hörer „neutral“ oder „leer“.
Quint-Oktav-Klänge waren besonders in der Musik des Mittelalters (siehe Quintorganum) sowie der Renaissance allgegenwärtig, da die im Akkord enthaltenen Intervalle als besonders rein und konsonant galten. Das damals häufige Aufkommen hat aber sicherlich auch damit zu tun, dass Prime, Oktave, Quinte und Quarte (letzteres der Abstand der Quinte zur Außenoktave als deren Umkehrung) die ersten vier Intervalle der Obertonreihe sind (der Zahl vier kam in dieser Zeit aufgrund der Zahlensymbolik eine besondere Bedeutung zu). Beispiele für die reichliche Verwendung von Quint-Oktav-Klängen finden sich in den spätmittelalterlichen Orgelwerken des Adam Ileborgh (Tabulatur aus dem Jahr 1448) und der in der Spätrenaissance entstandenen Linzer Orgeltabulatur aus den Jahren 1611–1613.
Für längere Zeit kaum plakativ verwendet, wurden leere Quint-Oktav-Klänge ab der Spätromantik wieder aufgegriffen. Hier sind sie beispielsweise häufiger als Stilmittel in Kompositionen von Franz Liszt oder Anton Bruckner zu finden. Auch heutige Film-, Pop- und Rock-Musik bedient sich gerne leerer Quint-Oktav-Klänge.
Auf der Gitarre gespielt, wird der Quint-Oktav-Klang auch als Powerchord bezeichnet, wobei sich Powerchords grundsätzlich auch nur aus einer Quinte zusammensetzen können (bei der Version mit oktaviert gedoppeltem Grundton bzw. zusätzlicher Oktave handelt es sich lediglich um eine schlagkräftigere Variante).
Bei Handpans/Hang und verwandten Instrumenten ist jede Tonfläche als Quint-Oktav-Klang gestimmt.